# Мартий
Марти́й (фр. Marthille) — коммуна во французском департаменте Мозель региона Лотарингия. Относится к кантону Дельм.	

## География
Мартий расположен в 36 км к юго-востоку от Меца. Соседние коммуны: Дестри на северо-востоке, Баронвиль и Моранж на востоке, Ашен  и Певанж на юго-востоке, Белланж и Дален на юге, Бреэн и Шато-Бреэн на юго-западе, Виллер-сюр-Нье на западе.
Стоит на реке Нье-Франсэз.

## История
- Указан в хартии 717 года аббатства Сент-Арнуль в Меце под названием Март (Marte).
- Феод сеньоров де Шато-Бреэн.
- Деревня была сожжена в 1325 году в междоусобице с Мецем.
- Коммуна была разрушена во время Тридцатилетней войны 1618—1648 годов.

## Демография
По переписи 2008 года в коммуне проживало 190 человек.	

## Достопримечательности
- Следы галло-романской культуры в лесном массиве, называемом лес сеньоров.
- Церковь Сен-Жан-Батист, 1785 года, развалины 1869 года, алтарь XVIII века.
- Часовня Сен-Жан-Батист, XV века, бывшее место паломничества.